# Parvilucina costata
Parvilucina costata är en musselart som först beskrevs av d'Orbigny 1842.  Parvilucina costata ingår i släktet Parvilucina och familjen Lucinidae. Inga underarter finns listade i Catalogue of Life.